# Kreis (Familienname)
Kreis ist ein deutscher Familienname.

## Herkunft und Bedeutung
Kreis ist ein Wohnstättenname, der auf das mittelhochdeutsche kreiʒ (deutsch: Kreislinie, Umkreis, Kreis oder Bezirk) bzw. das mittelniederdeutsche kreis (deutsch: Kampfkreis, Umkreis oder Grenze) zurückgeht. Er bezeichnete also jemanden, der an einem kreisförmigen Grundstück oder in einem Grenzgebiet bzw. auf einem gleichnamigen Flurstück wohnte. Möglich ist auch eine Wohnstätte in der Nähe eines Kampfplatzes.

## Namensträger
- August Kreis III (* 1954), US-amerikanischer Neonaziführer
- Christian Kreis (* 1977), deutscher Schriftsteller
- Dmitrij Kreis (* 1988), deutscher Basketballspieler
- Franzi Kreis (* 1991), deutsch-österreichische Fotografin, Zeichnerin und Filmemacherin
- Friedrich Kreis (1893–1942), deutscher Bibliothekar
- Gabriele Kreis (* 1947), deutsche Buch- und Drehbuchautorin
- Georg Kreis (* 1943), Schweizer Historiker
- Hans Kreis (* 1948), deutscher Autor
- Harold Kreis (* 1959), deutsch-kanadischer Eishockeyspieler und -trainer
- Jason Kreis (* 1972), US-amerikanischer Fußballspieler
- Johann Georg Kreis (1803–1863), Schweizer Politiker und Richter
- Julius Kreis (1891–1933), deutscher Schriftsteller, Zeichner und Buchillustrator
- Karl Markus Kreis (* 1940), deutscher Politologe
- Manfred Kreis (* 1956), deutscher Offizier, Brigadegeneral
- Marie-Eve Kreis (1905–1981), deutsch-schweizerische Ausdruckstänzerin, Choreografin und Kabarettistin
- Martin Kreis (* 1967), deutscher Mediziner und Hochschullehrer
- Melanie Kreis (* 1971), deutsche Managerin, Mitglied des Vorstands der Deutschen Post AG
- Otto Kreis (1890–1966), Schweizer Komponist und Musikdirektor
- Peter Kreis (1900–1934), US-amerikanischer Automobilrennfahrer
- Reinhild Kreis (* 1978), deutsche Historikerin
- Robert Kreis (* 1949), niederländischer Kabarettist und Entertainer
- Rudolf Kreis (1926–2016), deutscher Literaturwissenschaftler
- Samuel Kreis (* 1994), Schweizer Eishockeyspieler
- Sebastian Kreis (* 1986), deutscher Fußballspieler
- Thomas Kreis (Physiker) (* 1952), deutscher Physiker
- Thomas E. Kreis (Thomas Erhard Kreis; 1952–1998), Schweizer Biologe
- Wilhelm Kreis (1873–1955), deutscher Architekt
- Wolfgang Kreis (* 1955), deutscher Biologe und Hochschullehrer für Pharmazeutische Biologie